# 散鱗腔吻鱈
散鱗腔吻鱈，為輻鰭魚綱鱈形目鼠尾鱈科的其中一種，分布於西北太平洋琉球海溝海域，屬深海底棲性魚類，深度可達713公尺，體長可達40.5公分，棲息在底中層水域，生活習性不明。